# Carterella
Carterella é um género botânico pertencente à família Rubiaceae.